# 富爾恰里烏帕齊拉
富爾恰里乌帕齐拉是孟加拉国戈伊班達縣的一个乌帕齐拉，位於朗布爾专区的戈伊班達縣。。

## 人口
據1991年孟加拉國人口普查，富爾恰里共有戶數22,193戶，人口128845人。其中男性佔比50.82%，女性佔比49.18%；成年人口54,806人。該地7歲以上人口之平均識字率為16.5%，低於全國平均值（32.4%）。